# Jonathan Ferr
Jonathan Ferr é um músico e compositor brasileiro de jazz, que alcançou notoriedade nacional e internacional. Apontado pelo jornal El País como o “garoto-estandarte do jazz carioca”. Ferr juntou vários aspectos sonoros, sociais e espirituais dentro de um caldeirão artístico para trilhar caminhos musicais que desconstroem a ideia de que a erudição deve ser inerente a estilos musicais mais complexos.
Foi uma das atrações musicais da cerimônia de entrega do Prêmio Sim à Igualdade Racial 2023, ao lado de BK', Owerá, MC Soffia, Linn da Quebrada, Kaê Guajajara e Liniker.
Seu disco Liberdade foi escolhido pela Associação Paulista de Críticos de Arte como um dos 50 melhores álbuns nacionais de 2023.

## Discografia
- Trilogia do Amor - 2019
- Cura - 2021
- Liberdade - 2023